# Фрідріх Леффлер
Фрі́дріх А́вгуст Йо́ганн Ле́ффлер (нім. Friedrich August Johannes Loeffler; 24 червня 1852, Франкфурт-на-Одері — 9 квітня 1915, Берлін) — німецький бактеріолог, відомий відкриттям збудників ящура (Aphthovirus), дифтерії (Corynebacterium diphtheriae, спільно з Едвіном Клебсом), сапу (Burkholderia mallei), розробкою коагульованої сироватки крові, яку використовують для виявлення бактерій на поживних середовищах.